# 東近江市立玉園中学校
東近江市立玉園中学校（ひがしおうみしりつ たまぞのちゅうがっこう）は、滋賀県東近江市妙法寺町にある公立中学校。

## 沿革
- 1947年（昭和22年）4月14日 - 神崎郡御園村立御園中学校・蒲生郡玉緒村立玉緒中学校が創設
- 1948年（昭和23年）11月19日 - 学校組合立・玉園中学校設置認可（創立記念日）
- 1950年（昭和25年）10月5日 - 開校式
- 1954年（昭和29年）8月15日 - 神崎郡八日市町をはじめとする1町5村の合併により八日市市となり、八日市市立玉園中学校に改称
- 1960年（昭和35年）11月18日 - 八日市市妙法寺町大字沖野1101番地（現在の場所）に番地変更
- 2005年（平成17年）2月11日 - 八日市市をはじめとする1市4町の合併により東近江市となり、東近江市立玉園中学校に改称

## 通学区域
旧八日市市の東部～南部
- 東近江市立御園小学校校区の全域
- 東近江市立玉緒小学校校区の全域
- 東近江市立布引小学校校区の一部